# Kamenný most (Kladsko)
Kamenný gotický most přes vodní kanál Młynówka se nachází v polském městě Kladsko v Dolnoslezském vojvodství. Most spojuje Piasecký ostrov a starou část města Kladsko s tržištěm a pevností Forteczna Góra. Most z pískovcových tesaných kamenů je jednou z nejstarších staveb svého druhu v regionu. Je 52,20 m dlouhý a asi 4 m široký. Na pilířích stojí šest kamenných soch, které zobrazují svatého Jana Nepomuckého, Ukřižování, svatého Františka Xaverského, Pietu a svatého Václava.

## Historie
Přesné datum dokončení kamenného mostu není známo, jeho vznik se datuje do 2. poloviny 14. století. Je pravděpodobné, že na jeho místě dříve stával dřevěný most, který byl mezi lety 1376 a 1390 nahrazen mostem kamenným. V 17. a 18. století byl gotický most přestavěn.
V minulosti stály na obou koncích mostu brány zvané Horní a Dolní. Horní mostní brána byla postavena na konci 13. století. Později byla několikrát přestavěna. Druhý konec mostu uzavírala nižší brána, která byla postavena před rokem 1469. Obě brány byly v letech 1903–1904 zbořeny. Na počátku 20. století byly na mostě instalovány lampy. Poslední větší opravy proběhly v letech 2009 a 2013.